# Tenbos
Tenbos of Ten Bos (Frans: Tenbosch) is een wijk in de Belgische gemeente Elsene in het Brussels Hoofdstedelijk Gewest. Tenbos ligt samen met de wijk Berkendaal in de westelijke exclave van de gemeente Elsene, tussen Sint-Gillis in het westen en de zuidelijke uitbreiding van Brussel met de Louizalaan in het het oosten.

## Geschiedenis

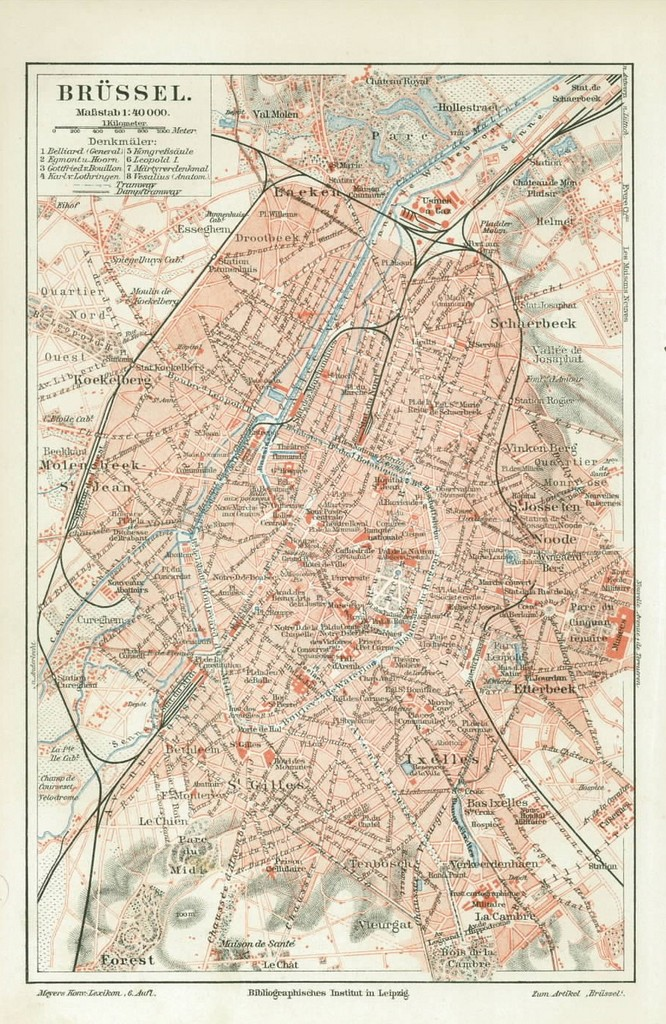
Brussel, 1907. In het zuiden bereikt de verstedelijking Tenbos

Tenbos was vroeger een landelijk gehuchtje. De Ferrariskaart uit de jaren 1770 toon het gehuchtje Tenbosch in een vallei tussen Neder-Elsene in het noorden en Vleurgat en de Ter Kamerenabdij in het zuiden.
Toen op het eind van het ancien régime onder Frans bewind in 1795 de gemeenten werden gecreëerd, werd Tenbos samen met Neder-Elsene, Opper-Elsene en andere gehuchten in de gemeente Elsene ondergebracht. Het gebied verloor in de tweede helft van de 19de eeuw zijn landelijk karakter door een doorgedreven urbanisatie. De Louizalaan doorsneed het gebied tussen Tenbos en Elsene, en toen de Louizalaan bij het grondgebied van Brussel werd aangehecht vormden de wijken Tenbos en Berkendaal een exclave van de gemeente Elsene. In de nieuwe wijk werd ook een kerk, gewijd aan de Heilige Drievuldigheid, opgericht. In de jaren 1890 werd een nieuwe kerk opgetrokken.

## Bezienswaardigheden
- de Heilige Drievuldigheidskerk gebouwd tussen 1893 en 1908. De kerk kreeg de barokke gevel uit 1620 van de augustijnenkerk uit Brussel.
- de wijk telt heel wat wonen uit het einde van de 19de eeuw en begin van 20ste eeuw in verschillende stijlen zoals art deco, art nouveau, eclecticisme en modernisme, waarvan er verschillende beschermd zijn.
  - het eclectisch huis van architect Adrien Blomme
  - het eclectisch huis en atelier van schilder Paul Mathieu
  - het eclectisch atelier van Constantin Meunier, ingericht als museum
  - het art-nouveauhuis van schrijver en kunstcriticus Sander Pierron, door Victor Horta
- Het Tenbospark

## Verkeer en vervoer
De wijk ligt tussen een aantal zuidelijke uitvalswegen uit Brussel. Ten noorden en oosten loopt de Louizalaan, een onderdeel van de N24, ten westen de Charleroise Steenweg (N261) en ten zuiden de Waterloose steenweg (N5).
Berkendaal · Boondaal · Matonge · Flagey · Neder-Elsene · Opper-Elsene · Solbos · Tenbos